# Saison 2 de Hannibal
Chronologie
Saison 1 Saison 3
Cet article présente les treize épisodes de la deuxième saison de la série télévisée américaine Hannibal.

## Généralités
Aux États-Unis, la seconde saison est diffusée depuis le 28 février 2014 sur le réseau NBC.
Au Canada, elle est diffusée en simultané sur Citytv.

## Synopsis
La saison commence par un flash-forward au cours duquel Jack Crawford et Hannibal Lecter ont une violente altercation dans la cuisine du psychiatre. Ce dernier parvient à poignarder Crawford au cou, ce qui force le policier à se réfugier dans une autre pièce.
Douze semaines plus tôt, à la suite de la disparition d'Abigail Hobbs, Will Graham, l'ancien consultant du FBI, était accusé du meurtre et interné à l'hôpital psychiatrique de Baltimore. Il accusait Hannibal Lecter mais sans aucune preuve, ce qui laissait toute liberté au psychiatre cannibale de collaborer avec le FBI, remplaçant de fait, son ancien patient.
Les épisodes et l'intrigue sont inspirés du livre Hannibal de Thomas Harris.

## Distribution

### Acteurs principaux
- Hugh Dancy : agent spécial Will Graham
- Mads Mikkelsen : Dr Hannibal Lecter
- Caroline Dhavernas : Dr Alana Bloom
- Hettienne Park : agent spécial Beverly Katz
- Laurence Fishburne : agent spécial Jack Crawford

### Acteurs récurrents et invités
- Gillian Anderson : Dr Bedelia Du Maurier
- Aaron Abrams : agent spécial Brian Zeller
- Scott Thompson : agent spécial Jimmy Price
- Lara Jean Chorostecki : Fredericka « Freddie » Lounds
- Kacey Rohl : Abigail Hobbs
- Raúl Esparza : Dr Frederick Chilton
- Eddie Izzard : Dr Abel Gideon
- Anna Chlumsky : Miriam Lass
- Gina Torres : Phyllis « Bella » Crawford
- Cynthia Nixon : Kade Prurnell
- Katharine Isabelle : Margot Verger
- Michael Pitt : Mason Verger

## Épisodes

### Épisode 1:Kaiseki
- États-Unis /  Canada : 28 février 2014 sur NBC[2] / Citytv
- France : 
  - 4 mars 2014 sur Canal+ Séries (VOSTFr)[3]
  - 27 août 2014 sur Canal+ Séries (VF)[4]
- Québec : 31 août 2015 sur AddikTV[5]

- États-Unis : 3,27 millions de téléspectateurs[6] (première diffusion)

L'épisode s'ouvre, de manière in media res, alors que le Dr Hannibal Lecter prépare un repas chez lui avant que Jack Crawford arrive soudainement. Ils échangent un regard tendu avant de commencer à se battre brutalement – Crawford brandissant son arme et Lecter lançant un couteau–- qui semble se terminer lorsque Crawford étouffe Lecter jusqu'à ce qu'il perde connaissance. Cependant, Lecter fait semblant et poignarde Crawford dans le cou avec un éclat de verre. Saignant abondamment, Crawford parvient à s'enfermer dans le garde-manger tandis que Lecter, couteau à la main, tente d'entrer.
Douze semaines plus tôt, Lecter prépare le kaiseki pour Crawford. Leur conversation révèle que les deux hommes font l'objet d'une enquête pour inconduite liée à l'apparente série de meurtres de Will Graham. Crawford assiste à une audience avec Bloom où un enquêteur du Bureau de l'inspecteur général, Kade Prurnell, les interroge. La plainte pour faute a été émise par Bloom, qui réprimande Crawford pour avoir laissé Graham continuer à travailler malgré sa détérioration mentale. Prurnell suggère à Bloom de retirer sa plainte, mais elle refuse. Pendant ce temps, Graham est interrogé dans sa cellule par le Dr Frederick Chilton, qui est déterminé à trouver tout ce qui ne va pas chez lui. Il est également constamment visité par Lecter, qui est curieux de ses progrès.
À Rockville, dans le Maryland, deux employés de la ville découvrent six cadavres sur une rivière. Lecter aide le BAU dans l'affaire, remplissant le rôle de Graham de déduire les motivations et les méthodes du tueur. Graham, quant à lui, a commencé une thérapie avec Bloom, qui veut l'aider à se souvenir grâce à l'utilisation de l'hypnose. L'expérience est très frustrante pour Graham, qui voit l'oreille d'Abigail servir de dîner. Ailleurs, un jeune homme nommé Roland Umber est approché par une personne invisible dans une rame de métro. Chez lui, il remarque une pellicule de plastique sur sa voiture et pendant qu'il inspecte, il est kidnappé et emmené dans un endroit inconnu, où le ravisseur le vaporise d'eau.

### Épisode 2:Sakizuki
- États-Unis /  Canada : 7 mars 2014 sur NBC / Citytv
- France : 
  - 11 mars 2014 sur Canal+ Séries (VOSTF) [3]
  - 27 août 2014 sur Canal+ Séries (VF) [4]
- Québec : 7 septembre 2015 sur AddikTV

- États-Unis : 2,5 millions de téléspectateurs[7] (première diffusion)

- Scott Thompson
- Aaron Abrams
- Cynthia Nixon
- Martin Donovan

### Épisode 3:Hassun
- États-Unis /  Canada : 14 mars 2014 sur NBC / Citytv
- France : 
  - 18 mars 2014 sur Canal+ Séries (VOSTF) [3]
  - 27 août 2014 sur Canal+ Séries (VF) [4]
- Québec : 14 septembre 2015 sur AddikTV

- États-Unis : 2,47 millions de téléspectateurs[8] (première diffusion)

- Lara Jean Chorostecki (Fredricka "Freddie" Lounds)
- Raúl Esparza (Dr Frederick Chilton)

### Épisode 4:Takiawase
- États-Unis /  Canada : 21 mars 2014 sur NBC / Citytv
- France :
  - 25 mars 2014 sur Canal+ Séries (VOSTF) [3]
  - 3 septembre 2014 sur Canal+ Séries (VF) [4]
- Québec : 21 septembre 2015 sur AddikTV

- États-Unis : 2,69 millions de téléspectateurs[9] (première diffusion)

- Gina Torres (Bella Crawford)
- Eddie Izzard (Dr. Abel Gideon)
- Amanda Plummer (l'acupunctrice)

### Épisode 5:Mukozuke
- États-Unis /  Canada : 28 mars 2014 sur NBC / Citytv
- France : 
  - 1er avril 2014 sur Canal+ Séries (en VOST) [3]
  - 3 septembre 2014 sur Canal+ Séries (VF) [4]
- Québec : 28 septembre 2015 sur AddikTV

- États-Unis : 3,49 millions de téléspectateurs[10] (première diffusion)

### Épisode 6:Futamono
- États-Unis /  Canada : 4 avril 2014 sur NBC / Citytv
- France : 
  - 8 avril 2014 sur Canal+ Séries (en VOST) [3]
  - 10 septembre 2014 sur Canal+ Séries (VF) [4]
- Québec : 5 octobre 2015 sur AddikTV

- États-Unis : 2,18 millions de téléspectateurs[11] (première diffusion)

### Épisode 7:Yakimono
- États-Unis /  Canada : 11 avril 2014 sur NBC / Citytv
- France : 
  - 15 avril 2014 sur Canal+ Séries (en VOST) [3]
  - 10 septembre 2014 sur Canal+ Séries (VF) [4]
- Québec : 12 octobre 2015 sur AddikTV

- États-Unis : 2,25 millions de téléspectateurs[12] (première diffusion)

- Anna Chlumsky (Miriam Lass)

### Épisode 8:Su-zakana
- États-Unis /  Canada : 18 avril 2014 sur NBC / Citytv
- France : 
  - 22 avril 2014 sur Canal+ Séries (en VOST) [3]
  - 17 septembre 2014 sur Canal+ Séries (VF) [4]
- Québec : 19 octobre 2015 sur AddikTV

- États-Unis : 2,80 millions de téléspectateurs[13] (première diffusion)

- Jeremy Davies (Peter Bernardone)
- Chris Diamantopoulos (Clark Ingram)

### Épisode 9:Shiizakana
- États-Unis /  Canada : 25 avril 2014 sur NBC / Citytv
- France : 
  - 29 avril 2014 sur Canal+ Séries (en VOST) [3]
  - 17 septembre 2014 sur Canal+ Séries (VF) [4]
- Québec : 26 octobre 2015 sur AddikTV

- États-Unis : 2,45 millions de téléspectateurs[14] (première diffusion)

- Mark O'Brien (Randall Tier)

### Épisode 10:Naka-choko
- États-Unis /  Canada : 2 mai 2014 sur NBC / Citytv
- France : 
  - 6 mai 2014 sur Canal+ Séries (en VOST) [3]
  - 24 septembre 2014 sur Canal+ Séries (VF) [4]
- Québec : 2 novembre 2015 sur AddikTV

- États-Unis : 2,28 millions de téléspectateurs[15] (première diffusion)

- Michael Pitt (Mason Verger)

### Épisode 11:Ko no mono
- États-Unis /  Canada : 9 mai 2014 sur NBC / Citytv
- France : 
  - 13 mai 2014 sur Canal+ Séries (en VOST) [3]
  - 24 septembre 2014 sur Canal+ Séries (VF) [4]
- Québec : 9 novembre 2015 sur AddikTV

- États-Unis : 1,95 million de téléspectateurs[16] (première diffusion)

- Michael Pitt (Mason Verger)

### Épisode 12:Tome-wan
- États-Unis /  Canada : 16 mai 2014 sur NBC / Citytv
- France : 
  - 20 mai 2014 sur Canal+ Séries (en VOST) [3]
  - 1er octobre 2014 sur Canal+ Séries (VF) [4]
- Québec : 16 novembre 2015 sur AddikTV

- États-Unis : 2,32 millions de téléspectateurs[17] (première diffusion)

- Gillian Anderson (Bedelia du Maurier)
- Michael Pitt (Mason Verger)

### Épisode 13:Mizumono
- États-Unis /  Canada : 23 mai 2014 sur NBC[18] / Citytv
- France :
  - 27 mai 2014 sur Canal+ Séries (en VOST) [3]
  - 1er octobre 2014 sur Canal+ Séries (VF) [4]
- Québec : 23 novembre 2015 sur AddikTV

- États-Unis : 2,35 millions de téléspectateurs[19] (première diffusion)

## Audiences aux États-Unis
| N° d'épisode | Titre original | Chaîne | Date de diffusion originale | États-Unis (en millions de téléspectateurs) | Pdm sur les 18/49 ans |
| ------------ | -------------- | ------ | --------------------------- | ------------------------------------------- | --------------------- |
| 1            | "Kaiseki"      | NBC    | 28 février 2014             | 3.27                                        | 1.1                   |
| 2            | "Sakizuke"     | NBC    | 7 mars 2014                 | 2.50                                        | 0.8                   |
| 3            | "Hassun"       | NBC    | 14 mars 2014                | 2.47                                        | 0.9                   |
| 4            | "Takiawase"    | NBC    | 21 mars 2014                | 2.69                                        | 0.9                   |
| 5            | "Mukōzuke"     | NBC    | 28 mars 2014                | 3.49                                        | 1.0                   |
| 6            | "Futamono"     | NBC    | 4 avril 2014                | 2.18                                        | 0.8                   |
| 7            | "Yakimono"     | NBC    | 11 avril 2014               | 2.25                                        | 0.7                   |
| 8            | "Su-zakana"    | NBC    | 18 avril 2014               | 2.80                                        | 0.8                   |
| 9            | "Shiizakana"   | NBC    | 25 avril 2014               | 2.45                                        | 0.9                   |
| 10           | "Naka-Choko"   | NBC    | 2 mai 2014                  | 2.28                                        | 0.9                   |
| 11           | "Kō No Mono"   | NBC    | 9 mai 2014                  | 1.95                                        | 0.7                   |
| 12           | "Tome-wan"     | NBC    | 16 mai 2014                 | 2.32                                        | 0.9                   |
| 13           | "Mizumono"     | NBC    | 23 mai 2014                 | 2.35                                        | 0.8                   |